# Тім Корнеліссе
Тім Корнеліссе (нід. Tim Cornelisse, нар. 3 квітня 1978, Алкмар) — нідерландський футболіст, що грав на позиції захисника.
Виступав, зокрема, за «Утрехт» та «Твенте», вигравши з кожним із них Суперкубок Нідерландів, а також молодіжну збірну Нідерландів, з якою був учасником молодіжного Євро-2000.

## Клубна кар'єра
Народився 3 квітня 1978 року в місті Алкмар. Вихованець юнацьких команд футбольних клубів АФК '34 та АЗ.
У дорослому футболі дебютував 1997 року виступами за команду «Осс», в якій дебютував у Ерстедивізі 19 серпня 1997 року в матчі проти «Ейндговена» (0:1) і загалом за сезоні 1997/98 зіграв 32 матчі другого дивізіону країни.
У липні 1998 року разом із братом Юрі він приєднався до бельгійського «Андерлехта», але не зігравши жодного матчу, через місяць його відданли в оренду до«Валвейку». Там він дебютував у Ередивізі 23 вересня 1998 року в грі проти «Вітессе» (0:2). 9 травня 1999 року під час матчу проти «Камбюру» (4:1) він забив свій перший гол у вищому дивізіоні. Після закінчення сезону 1998/99 Корнеліссе підписав повноцінний контракт з «Валвейком», де провів ще один рік.

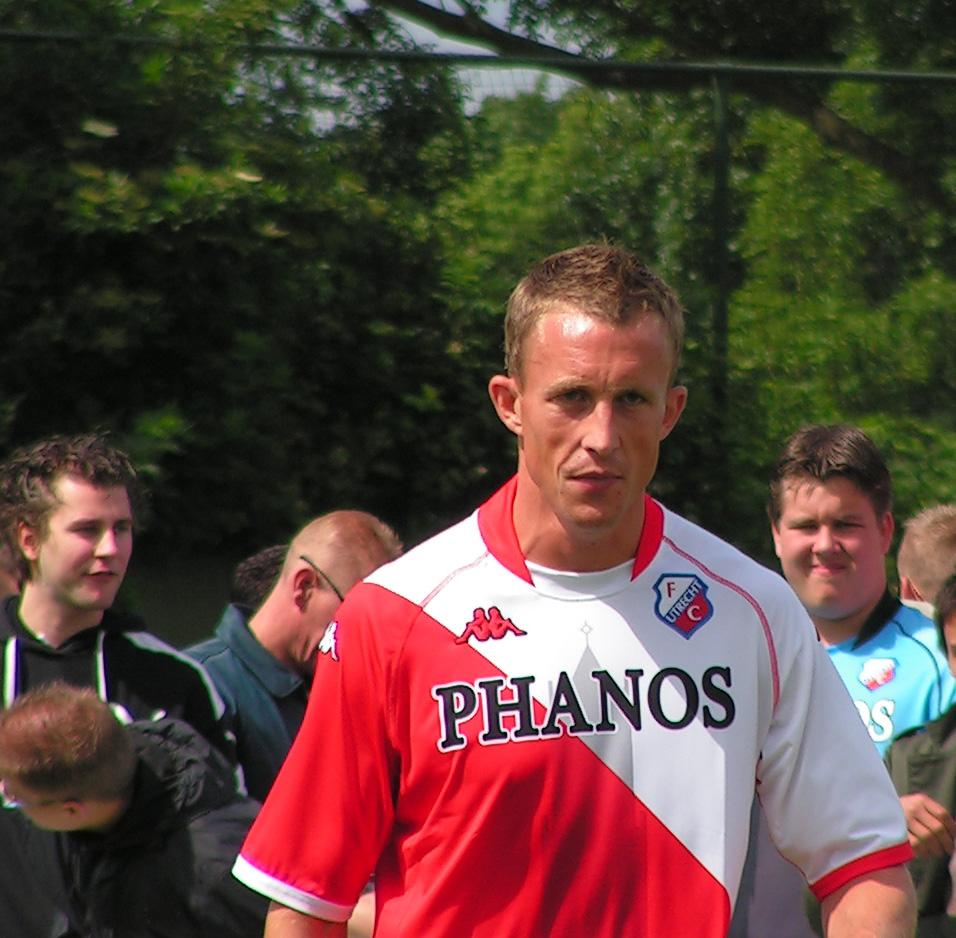
Тім Корнеліссе під час виступів за «Утрехт». 2009 рік.

У 2000 році він перебрався у «Вітессе». Перший матч за новий клуб у чемпіонаті провів 20 серпня 2000 року проти «Твенте» (3:1). У сезоні 2001/02 він посів з клубом 5-е місце в чемпіонаті і після перемоги плей-оф кваліфікувалась у Кубок УЄФА сезону 2002/03, де клуб дійшов до третього раунду, вилетівши там від англійського «Ліверпуля».
У 2004 році Корнеліссе перейшов до «Утрехта», який також грав у Ередивізі. Дебютував за команду 8 серпня у матчі на Суперкубок Нідерландів, допомігши команді перемогти «Аякс» (4:2) і здобув перший трофей у своїй кар'єрі. 14 серпня 2004 року він вперше зіграв у чемпіонаті за новий клуб у грі проти НАКа (2:3). Відіграв за команду з Утрехта наступні сім сезонів своєї ігрової кар'єри. Більшість часу, проведеного у складі «Утрехта», був основним гравцем захисту команди. У 2007 році він дійшов зі своїм клубом до третього раунду Кубка Інтертото, але у фінальному матчі клуб програв і не пройшов до Кубка УЄФА. Влітку 2011 року клуб вирішив не продовжувати контракт гравця і він покинув команду.
Влітку 2011 року став гравцем «Твенте», з яким того ж року ще раз виграв Суперкубок Нідерландів, але основним гравцем не був, програвши конкуренцію Роберто Росалесу, тому 25 січня 2013 року перейшов на правах оренди у «Віллем II». У серпні того ж року він підписав повноцінний контракт з «Віллемом II». У травні 2015 року він оголосив про завершення кар'єри після 18 років у професійному футболі та провів свій прощальний матч.

## Виступи за збірну
2000 року залучався до складу молодіжної збірної Нідерландів, з якою був учасником молодіжного чемпіонату Європи 2000 року, де нідерландці не вийшли з групи. Всього за молодіжку провів 4 матчі

## Тренерська кар'єра
З 2015 по 2019 рік Корнеліссе був помічником тренера юнацької команди U-17 «Вітессе», а згодом працював тренером юнацьких і молодіжних команд клубу. У листопаді 2023 року став помічником Едварда Стюрінга у першій команді.

## Титули і досягнення
- Володар Суперкубка Нідерландів (2):

«Утрехт»: 2004
«Твенте»: 2011

## Особисте життя
Він є молодшим братом Юрі Корнеліссе  і батьком Енцо Корнеліссе, які також стали професіональними футболістами.